# Džigme Dordže Wangčhug
Džigme Dordže Wangčhug (2. května 1929 Thimphu – 21. července 1972 Nairobi) byl třetí bhútánský dračí král.
Za jeho doby vlády se Bhútán otevřel okolnímu světu a byla započata cesta k modernizaci a demokratizaci země. Modernizace probíhala na hospodářském, ale i sociálním a náboženském poli. Teprve v padesátých letech bylo v Bhútánu zrušeno otroctví, což mimo jiné souviselo s pozemkovou reformou. Zlepšil celkovou infrastrukturu země, nechal postavit mnoho škol, klinik a pár stovek kilometrů silnic. Pod vládou Džigme Dordžeho se Bhútán připojil k OSN a Kolombskému plánu. Jeho nástupce Džigme Singgjä Wangčhung dále zrušil trest smrti a zakázal mnohoženství, zásadním způsobem reorganizoval mnišskou sanghu a prohloubil přátelské styky s Indií.

## Smrt
Wangčhug trpěl dlouhodobými srdečními problémy; svůj první infarkt měl ve věku 20 let. V červenci 1972 odcestoval do Nairobi, aby se s tímto stavem léčil, ale během této návštěvy náhle zemřel. Královo tělo bylo následně převezeno zpět do Bhútánu, aby tam bylo zpopelněno.

## Patronát
- Doživotní člen a patron společnosti Mahábódhi.

## Vyznamenání

### Národní vyznamenání
- Bhútán
  -  Velmistr Bhútánského královského řádu (Druk Thuksey = Syn srdce hromového draka, 1966).

### Zahraniční vyznamenání
- Bangladéš
  - Nositel Vyznamenání bangladéšské osvobozenecké války (posmrtně) (27. března 2012)[4]
- Indie
  -  Nositel Padma vibhušan (26. ledna 1954)[5]
- Spojené království
  -  Nositel stříbrné jubilejní medaile krále Jiřího V. (6. května 1935)
  -  Nositel korunovační medaile krále Jiřího VI. (12. května 1937)